# Francisco de Quevedo
Francisco Gómez de Quevedo Villegas y Santibáñez Cevallos (Madrid, 14 de septiembre de 1580– Villanueva de los Infantes, Ciudad Real, 8 de septiembre de 1645) fue un noble, político y escritor español del Siglo de Oro. 
Fue caballero de la Orden de Santiago a partir de 1618y señor de Torre de Juan Abad a partir de 1620.Junto con Luis de Góngora, con quien mantuvo una enemistad durante toda su vida, es reconocido como uno de los más notables poetas de la literatura española.Además de su poesía, fue un prolífico escritor de narrativa y teatro, así como de textos filosóficos y humanísticos.

## Biografía
Quevedo nació en Madrid, en el seno de una familia de hidalgos provenientes de la aldea de Vejorís (Santiurde de Toranzo), en las montañas de Cantabria. Fue bautizado en la parroquia de San Ginés el 26 de septiembre de 1580. Nació cojo, con ambas piernas torcidas y una severa miopía; quizá por ello pasó una infancia solitaria y triste (origen del "desgarrón afectivo" del que habló a su respecto el crítico Dámaso Alonso) en la Villa y Corte, rodeado de nobles y potentados, ya que sus padres (y algunos otros familiares) desempeñaban altos cargos en Palacio, soportando las pullas de otros niños y entregándose compulsivamente a la lectura. Su madre, María de Santibáñez, era dama de la reina, y su padre, Pedro Gómez de Quevedo, era el secretario de la hermana del rey Felipe II, María de Austria, y más tarde lo fue de la reina Ana de Austria, cuarta esposa del rey Felipe II. Pero Quevedo tuvo que superar muy pronto una amargura mayor al quedarse huérfano de padre a los seis años (1586), de forma que le nombraron por tutor a un pariente lejano, Agustín de Villanueva, del consejo de Aragón; en 1591, además, cuando contaba once años, falleció su hermano Pedro. 
De precoz inteligencia, lo llevaron al que desde 1609 sería rebautizado por su ampliación Colegio Imperial y en 1625 Reales Estudios de San Isidro, como seminario de nobles, pero entonces llamado Colegio de San Pedro y San Pablo, y allí, entre 1596 y 1600, estudió con los jesuitas lenguas clásicas, francés, italiano, filosofía, física y matemáticas, así como teología en la Universidad de Alcalá, sin llegar a ordenarse. El 4 de octubre de 1599 no se presentó a recoger su título de bachiller, tal vez porque viajó a Sevilla y a Osuna en compañía de don Pedro Téllez Girón, futuro duque de Osuna; no lo hizo sino hasta el 1 de junio de 1600. 
Entre 1601 y 1605 estudia en la Universidad de Valladolid. Es un lugar común que durante la estancia de la Corte en Valladolid circularon los primeros poemas de Quevedo que imitaban o parodiaban los de Luis de Góngora bajo seudónimo (Miguel de Musa) o no, y el poeta cordobés detectó con rapidez al joven que minaba su reputación y ganaba fama a su costa, de forma que decidió atacarlo con una serie de poemas; Quevedo, o alguien que se hacía pasar por él, le contestó, y ese fue el comienzo de una enemistad que no terminó hasta la muerte del cisne cordobés, quien dejó en estos versos constancia de la deuda que Quevedo le tenía contraída.

Musa que sopla y no inspira / y sabe que es lo traidor / poner los dedos mejor / en mi bolsa que en su lira, / no es de Apolo, que es mentira.

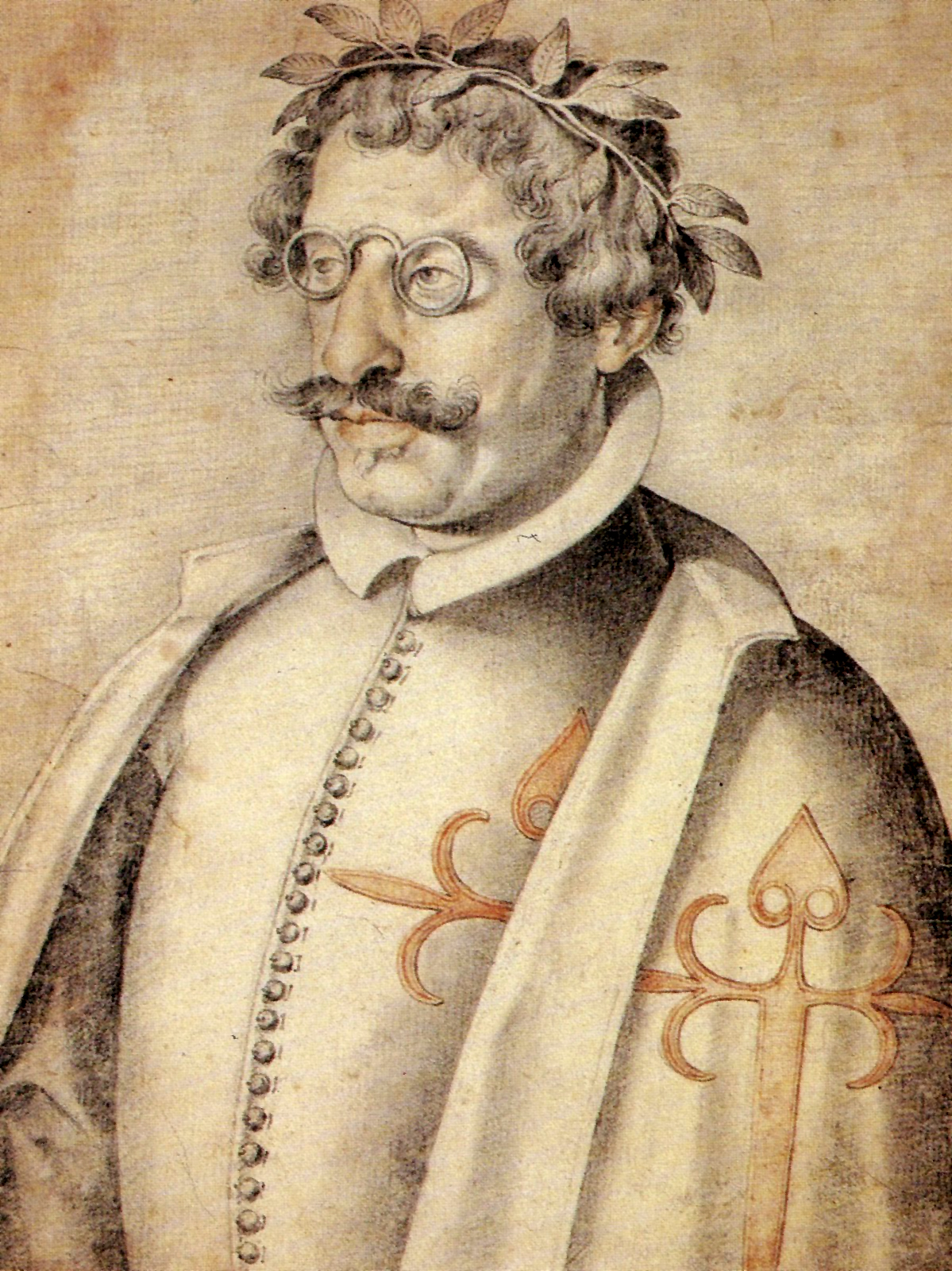
Francisco de Quevedo retratado después de ingresar en la Orden de Santiago en 1618 por Francisco Pacheco en su Libro de descripción de verdaderos retratos, ilustres y memorables varones.

Sí parece que en 1603, habiendo difundido el cisne cordobés sus sátiras sobre los contaminados y malolientes brazos del río Esgueva que apestaban Valladolid, Quevedo hizo circular una sátira en que las descalificaba por su mal gusto, grosería y vocablos deleznables.

Ya que coplas componéis, / ved que dicen los poetas / que, siendo para secretas [id est, letrinas], / muy públicas las hacéis. / Cólica diz que tenéis, / pues por la boca purgáis. / Satírico diz que estáis. / A todos nos dais matraca [id est, broma sin gracia]: / descubierto habéis la ca ca / con las ca cas que cantáis...

No obstante, Antonio Carreira o Amelia de Paz dudan de que dicha enemistad durase demasiado y sostienen que esas controversias eran ejercicios habituales en la poesía barroca; Góngora nunca nombra a Quevedo y las atribuciones de las sátiras a uno y otro son bastante dudosas; a la muerte de Góngora, Quevedo era un escritor casi inédito (pese a lo cual circulaban algo más que muchas copias manuscritas) y, por lo tanto, según el profesor Antonio Carreira, tal enemistad nunca pudo prolongarse demasiado tiempo más allá del desacuerdo entre el estilo conceptista que asumía Quevedo y el culterano que difundía Góngora, verdadera fuente de la mayor parte de estas sátiras y de su extensión en el tiempo, cuya pieza más representativa, Aguja de navegar cultos. Con la receta para hacer "Soledades" en un día (1625), apenas se entretiene en ataques personales.
En 1605 se publicó en Valladolid la antología poética de Pedro Espinosa Flores de poetas ilustres, entre las que aparecen dieciocho composiciones de Quevedo; también figuran algunas como poeta anónimo en la Segunda parte del Romancero general y Flor de diversa poesía (Valladolid, 1605) compilada por Miguel de Madrigal, un estudiante de la universidad; con esto ya es reconocido como un poeta de primera fila.
Durante su vida estudiantil, escribió en castellano y bajo anonimato algunos opúsculos burlescos, desvergonzados y de mal gusto, de los que luego renegaría, pero que entonces lo hicieron muy popular a través de copias manuscritas que terminaron por abrumar y difamar a su autor, quien se vio obligado a denunciarlas a la Inquisición, no ya para impedir que se difundieran, sino por evitar también que se hicieran ricos a su costa los impresores que empezaron a difundirlas; probablemente fueron estos cortos escritos los que transformaron a su autor, andando el tiempo, en un personajillo proverbial de chistes obscenos o de mal gusto; algo que se potenció sin duda por su amor de intelectual a los bons mots para épater le courtisan. El opúsculo más ingenioso y menos procaz es, sin duda, las Epístolas del caballero de la Tenaza, donde se hallan muchos saludables consejos para guardar la mosca y gastar la prosa (h. 1606), en que un hidalgo tacaño ofrece todo tipo de excusas por escrito para no dar dinero o regalos a su amante. 

Estando pensando qué respondería a las cosas que vuesa merced me pide, se me vinieron a la memoria aquellas, inefables palabras, que a los pobres se dicen con lástima y a las mujeres con razón: «No hay qué dar». Señora mía, yo bien entendía que había órdenes mendicantes, pero no niñas mendicantes sin orden. Quien me quisiere hacer casto, pídame algo. Y, si el diablo es tan interesado como su carne, no dude vuesamerced que me procuraré salvar, de puro miserable. ¿Es posible que no se persuadirán a creer que, si no es dando, y no pidiendo, no pueden ser bienquistas? Miren qué cara les hace un pobre hombre cuando oye: «Dame, traeme, cómprame, envía, muestra». Deja palabras mayores y que en el duelo de la bolsa afrentan hasta el ánimo. Estese quedo el pedir, y anden los billetes por alto: que yo ofrezco escribir más que el Tostado. Nuestro Señor la guarde a vuesamerced, aunque temo que es tan enemiga de guardosos, que aun Dios no querrá que la guarde.

También se aproximó a la prosa escribiendo como juego cortesano, en el que lo más importante era exhibir ingenio, la primera versión manuscrita de una novela picaresca, La vida del Buscón, algunos de cuyos pasajes llegan al expresionismo y han pasado a la historia del humor negro; se degrada en esta obra, escrita bajo el punto de vista de un aristócrata, a un pobre desclasado que termina su carrera de intentos de ascender de condición social matando a una persona y teniendo que emigrar a América para evitar la persecución. Igualmente por esas fechas sostiene un muy erudito intercambio epistolar en latín con el humanista Justo Lipsio sobre cuestiones filológicas y deplorando las guerras que estremecen Europa, según puede verse en el Epistolario reunido por Luis Astrana Marín. En 1601 fallece su madre, María Santibáñez. Hacia 1604 intenta explorar nuevos caminos métricos creando un libro de silvas que no terminó, a imitación de las de Publio Papinio Estacio, combinando versos de siete y once sílabas libremente. En 1605 fallece su hermana María.

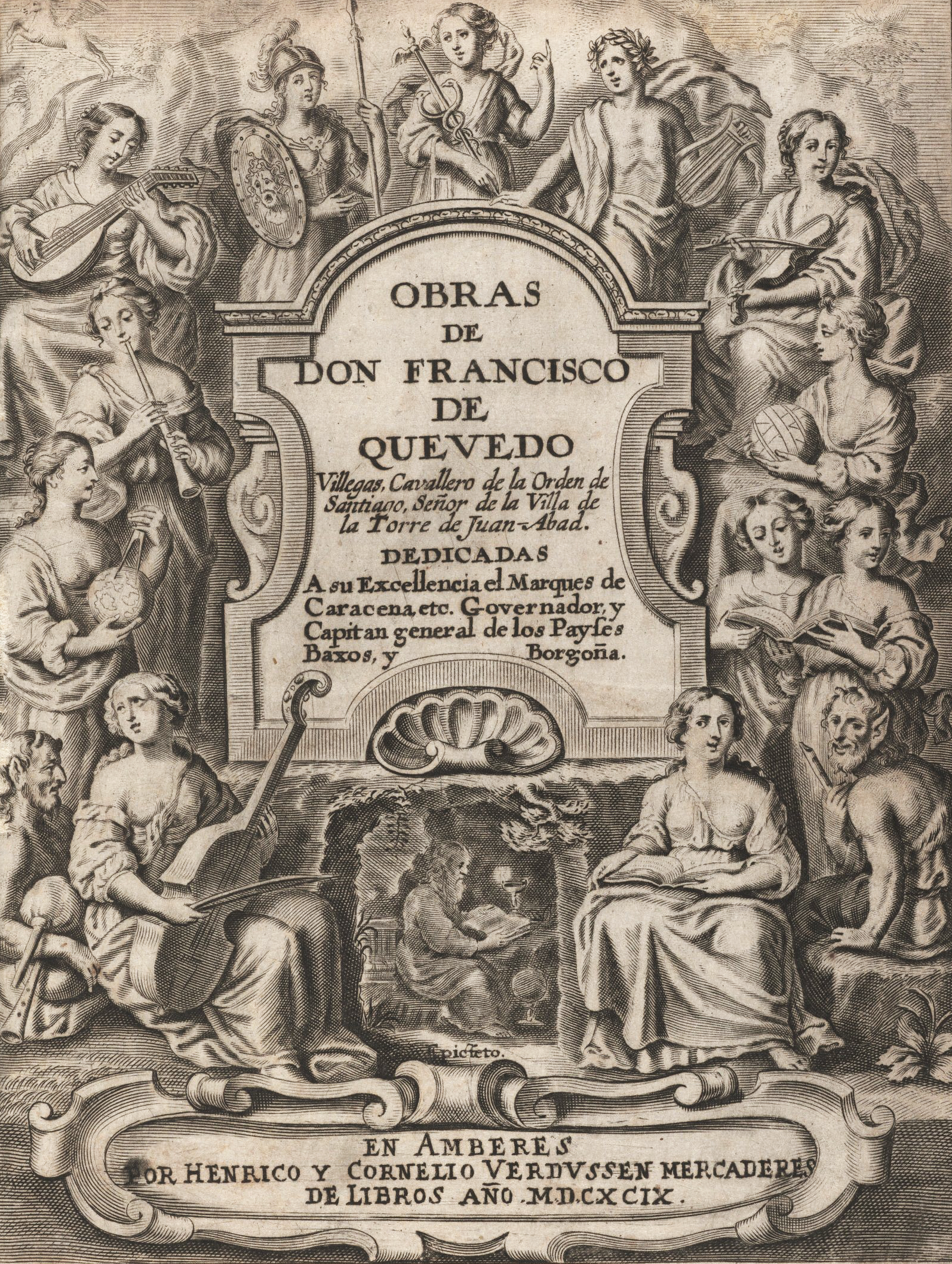
Obras de don Francisco de Quevedo Villegas, 1699

Vuelta la Corte a Madrid, arriba a ella Quevedo en 1606 y reside allí hasta 1611 entregado a las letras; escribe cuatro de sus Sueños, empezando por el "Sueño del Juicio final", que no llegarán a imprimirse sino en 1627, y diversas sátiras breves en prosa; obras de erudición bíblica como su comentario Lágrimas de Jeremías castellanas; una defensa de los estudios humanísticos en España, la España defendida y una obra política, el Discurso de las privanzas, así como lírica amorosa y satírica. En 1610, año en que el duque de Osuna es nombrado virrey de Sicilia, el dominico Antolín Montojo deniega a Quevedo la autorización para imprimir el Sueño del Juicio final. En 1611 debe trasladarse a Toledo a causa del pleito que sostiene contra la Torre de Juan Abad, y allí conoce al padre Juan de Mariana. Se gana la amistad de Félix Lope de Vega (hay numerosos elogios a Quevedo en los libros de Rimas del Fénix y Quevedo aprobó las Rimas humanas y divinas, de Tomé de Burguillos, heterónimo del Fénix), así como de Miguel de Cervantes (se le alaba en el Viaje del Parnaso, del alcalaíno, y Quevedo corresponde en la Perinola), con quienes estaba en la Cofradía de Esclavos del Santísimo Sacramento; por el contrario, atacó sin piedad a los dramaturgos Juan Ruiz de Alarcón, cuyos defectos físicos le hacían gracia (era pelirrojo y jorobado), siendo él mismo deforme, así como Juan Pérez de Montalbán, hijo de un librero con el que Quevedo tuvo ciertas disputas. Contra este último escribió La Perinola, cruel sátira de su libro misceláneo Para todos. Sin embargo, el más atacado sin duda fue Luis de Góngora, al que dirigió una serie de terribles sátiras acusándole de ser un sacerdote indigno, homosexual, escritor sucio y oscuro, entregado a la baraja e indecente. Quevedo, descaradamente, violentaba la relación metiéndose hasta con su aspecto (como en su sátira A una nariz, en la que se ensaña con el apéndice nasal de Góngora, pues en la época se creía que el rasgo físico más acusado de los judíos era ser narigudos). En su descargo, cabe decir que Góngora le correspondió casi con la misma violencia, tachándole de cojo, borracho ("Francisco de Quebebo"), contrahecho y mal helenista:

Anacreonte español, no hay quien os tope, / que no os diga (con mucha cortesía) / que ya que vuestros pies son de elegía, / que vuestras suavidades son de arrope.

Los pies de elegía (o "de lejía", por lo caústicos) son desiguales en la poesía latina, pero también nota Góngora la desigualdad pendular de su inspiración entre la amargura satírica y la dulzura amorosa: ya su discípulo, Juan de Tassis y Peralta, II conde de Villamediana, también él temible satírico, hizo notar hacia 1620 la mucha distancia que separaba la soez poesía burlesca de Quevedo y su excelsa poesía amorosa: "El Quevedo: desigualísima bestia: golpes en las nubes y porrazos en los sótanos". Por entonces estrecha una gran amistad con el grande Pedro Téllez-Girón, III.er duque de Osuna, al que acompañará como secretario a Italia en 1613, desempeñando diversas comisiones para él que le llevaron a Niza y Génova, aunque no al parecer a Venecia (J. O. Crosby y Carlos Seco han demostrado que no intervino directamente en la Conjuración de Venecia) y finalmente de vuelta a Madrid, donde se integrará en el entorno del duque de Lerma, siempre con el propósito de conseguir a su amigo el III.er duque de Osuna el nombramiento de virrey de Nápoles; con ese propósito soborna a distintos personajes; consigue en efecto la aprobación del Duque de Uceda y del confesor del piadoso rey Felipe III, el dominico Luis de Aliaga, y al fin logra para él ese cargo el 16 de abril de 1616. Embarca en Cartagena y llega a Nápoles el 12 de septiembre.

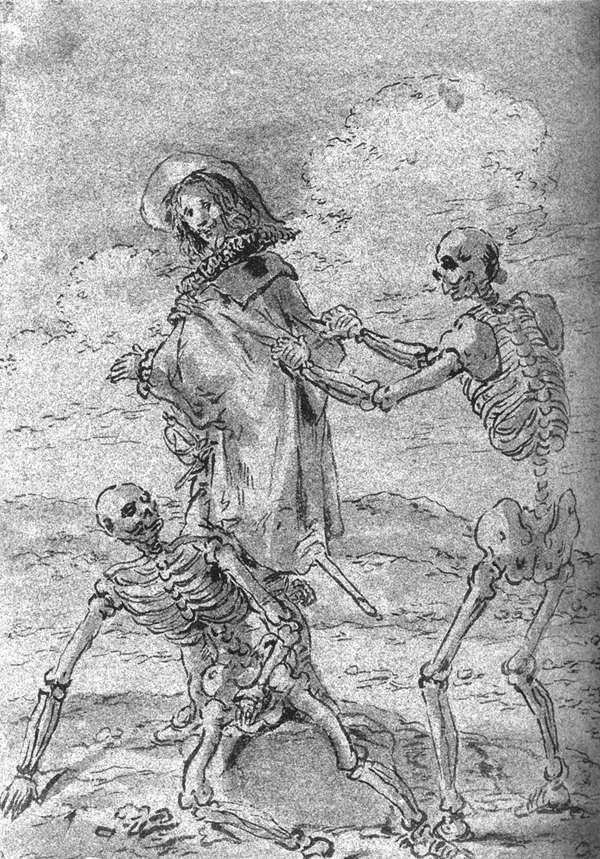
Quevedo y los esqueletos de Juan de la Encina y el rey Perico, Leonaert Bramer, 1659, dibujo a tinta y aguada gris, Múnich, Staatliche Graphische Sammlung.

Una vez en Italia, Osuna le encomienda dirigir y organizar la Hacienda del Virreinato. Fue muy bien recibido por la Academia de los Ociosos, fundada cuatro años antes por el entonces virrey de la ciudad, el conde de Lemos, y cuyo patrocinio y protección, si bien con menor prestigio, mantuvo el duque de Osuna asistiendo, acompañado de una numerosa cohorte de aristócratas y literatos, a las reuniones de la misma en el claustro de San Domenico. A ella se incorporó Quevedo como un miembro más, entablando una especial amistad con el poeta neolatino Giulio Cesare Stella (1564-1624) y además con el cardenal Doria, Filippo Paruta, Martín Lafarina, Ercole Branchiforte y Mariano Valguarnera, el cual, a instancias de don Francisco, tradujo al italiano al poeta griego Anacreonte. Asimismo, en Nápoles, según su biógrafo Pablo Antonio de Tarsia:

Fue tan asistido de los hombres de letras, que no parecía merecer nombre de entendido quien no se calificaba con la amistad y aprobación de don Francisco, en quien todos fijaban los ojos admirando su prodigioso ingenio.

Quevedo intentó atraer con fortuna dispar a la Academia a otros autores como Gian Andrea De Cunzi, Carlos de Eybersbach, Vicente Mariner, Justo Lipsio y Michaël Kelker, entre otros, manteniendo correspondencia con ellos, y durante su estancia napolitana desempeñó además otras misiones, algunas relacionadas con el espionaje a la República de Venecia, aunque no directamente como se ha creído hasta hace poco. En recompensa por estos servicios, y por recomendación del duque de Osuna, virrey de Nápoles y Sicilia, Quevedo obtuvo en el hábito de Santiago en 1618, lo que celebró su amigo Stella en su poema del mismo año Ad Don Franciscum Quevedum / comitis Julii Caesaris Stellae ode.
Pero en ese mismo año cae el grande Osuna; Quevedo lo defiende ante el Consejo de Estado en junio de complicidad en la Conjuración de Venecia, pero es arrastrado también como uno de sus hombres de confianza y se le destierra (1619-1621, salvo una breve prisión en Uclés) a la Torre de Juan Abad (Ciudad Real), cuyo señorío había comprado su madre con todos sus ahorros para él antes de fallecer. Los vecinos del lugar, sin embargo, no reconocieron esa compra y Quevedo pleiteará interminablemente con el concejo, si bien el pleito recién se resolverá a su favor tras su muerte, en la persona de su heredero y sobrino Pedro Alderete. Llegado allí a lomos de su jaca «Scoto», llamada así por lo sutil que era, como cuenta en un romance, y aislado ya de las tormentosas intrigas cortesanas, a solas con su conciencia, escribirá Quevedo algunas de sus mejores poesías, como el soneto «Retirado a la paz de estos desiertos...» o «Son las torres de Joray...» y hallará consuelo a sus ambiciones cortesanas y su desgarrón afectivo en la doctrina estoica de Séneca, cuyas obras estudia y comenta, convirtiéndose en uno de los principales exponentes del neoestoicismo español. En ese sentido obra también su lectura, traducción y asimilación del estoico Manual de Epicteto, que venía a consolar su espíritu vehemente:

«No son las cosas mismas / las que al hombre alborotan y le espantan, / sino las opiniones engañosas / que tiene el hombre de las mismas cosas; / como se ve en la muerte, / que, si con luz de la verdad se advierte, / no es molesta por sí […] / Son en la muerte duras, / cuando necios tememos padecella, / las opiniones que tenemos della; / y, siendo esto en la muerte verdad clara / (que es la más formidable y espantosa) / lo propio has de juzgar de cualquier cosa».

Completa el número de sus Sueños y redacta tratados políticos como Política de Dios, morales como Virtud militante y dos sátiras extensas: Discurso de todos los diablos y La hora de todos. Por entonces se publica Venganza de la lengua española contra el autor de Cuento de cuentos (Huesca, 1626) de un tal Juan Alonso Laureles, probablemente pseudónimo, que ataca al escritor; ni este ni su entorno responderán, sin embargo. Sí tomó parte muy activa en la controversia sobre el patronato de España con dos obras: Memorial por el patronato de Santiago y Su espada por Santiago, 1628. La cuestión se había suscitado cuando una reforma del Breviario Romano en el siglo XVII no citó la predicación y enterramiento de Santiago en España, lo que provocó un cruce de cartas y presiones que duró treinta y dos años hasta conseguir su revocación; el asunto se reavivó cuando se pretendió otorgar el patronazgo de España a santa Teresa de Jesús, lo que acabó por convertirse en una auténtica batalla de intelectuales en pro de una u otro, y Quevedo, siempre misógino, se inclinó por el patronato del santo guerrero Santiago que se apareció en la batalla de Clavijo.

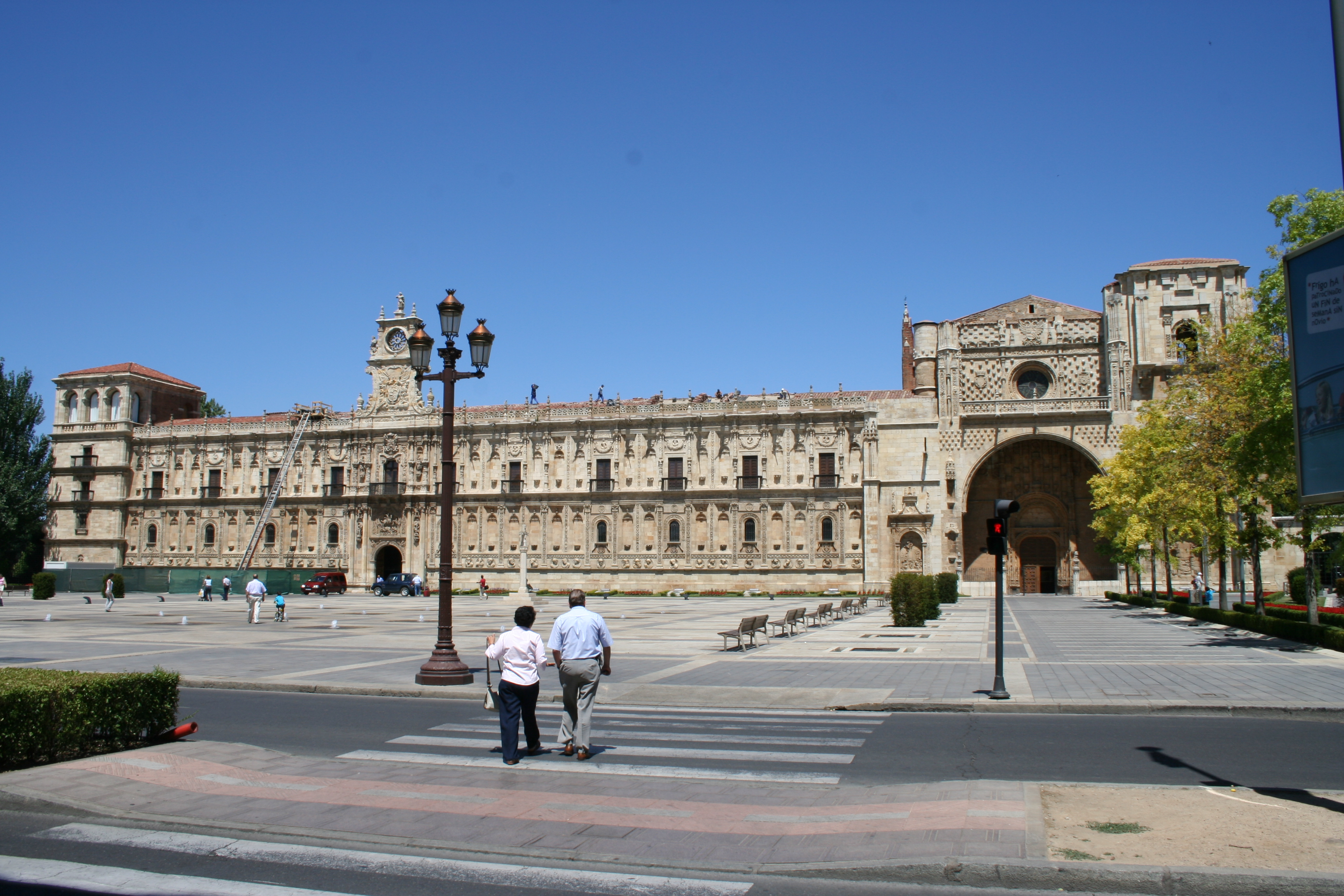
Convento de San Marcos en León

En 1622 había vuelto a ser desterrado brevemente a la Torre, pero la entronización de Felipe IV supuso para Quevedo el levantamiento de su castigo, la vuelta a la política y grandes esperanzas ante el nuevo valimiento del conde duque de Olivares, cuya amistad supo ganarse trabajando como libelista para él. Quevedo acompaña al joven rey en viajes a Andalucía (1624) y Aragón (1626), algunas de cuyas divertidas incidencias cuenta en interesantes cartas. El 24 de marzo de 1624 una nota de la Junta de reformación de costumbres señala que una mujer llamada Ledesma "estaba amancebada con don Francisco de Quevedo y tienen hijos". El 25 de septiembre muere en prisión don Pedro Téllez-Girón, y Quevedo lo lamenta en unos célebres sonetos. En 1627 Quevedo escribe en adulación al Conde-Duque su comedia Cómo ha de ser el privado. Pero su enfrentamiento con los carmelitas a causa de la cuestión del patronazgo se vuelve cada vez más virulento; a fines de febrero de 1628 escribe su Memorial por el patronato de Santiago y se imprime en Madrid con tanto éxito como el Buscón o los Sueños, y es de nuevo desterrado a la Torre, aunque en diciembre le autorizan a volver de nuevo a la Corte; Quevedo intenta congraciarse con el Conde-Duque dedicándole el 21 de julio de 1629 su edición de las Obras poéticas de fray Luis de León. En el prólogo se contiene un nuevo ataque contra los gongorinos patrocinados por el duque de Lerma:

En todas lenguas aquellos solos merecieron aclamación universal, que dieron luz a lo oscuro, y facilidad a lo dificultoso; que oscurecer lo claro, es borrar, y no escribir, y quien habla lo que otros no entienden, primero confiesa que no entiende lo que habla

Las reformas económicas del nuevo valido pronto suscitaron oposición, y Quevedo compuso en su defensa, bajo el nombre de "Licenciado Todosesabe", El chitón de las taravillas (Huesca, enero de 1630). Lope de Vega escribió escandalizado al Duque de Sessa:

Es lo más satírico y venenoso que se ha escrito desde el principio del mundo, y bastante para matar a la persona culpada, que lo debía ser mucho, pues dio tal ocasión.

En mayo el libelo fue delatado anónimamente a la Inquisición, aparte de por sedicioso, por "scandaloso, docmatizante, injurioso, burlador de cosas sagradas". La denuncia incluye también un juicio del anónimo autor, al que identifica a las claras con Quevedo:

No puede disimularse, porque el stilo del hablar, la indecencia del discurrir, la libertad del satyrizar, la impiedad del sentir, y la irreverencia del tratar las cosas soberanas y sagradas, dizen manifiestamente que es el mesmo auctor del Infierno enmendado, del Sueño del juicio, del Infierno del Marqués de Villena en la redoma, de El alguacil endemoniado y otros muchos.

La obra fue recogida en ese mismo y año. En 1631 el propio Quevedo denuncia sus obras a la Inquisición, ya que los libreros habían impreso sin su permiso muchas de sus piezas satíricas que corrían manuscritas haciéndose ricos a su costa. De esa manera quiso asustarlos y espantarlos y preparar el camino a una edición definitiva de sus obras que nunca llegó a aparecer. Por otro lado, lleva una vida privada algo desordenada de solterón: fuma mucho, frecuenta las tabernas (Góngora le achaca ser un borracho consumado y en un poema satírico se le llama don Francisco de Quebebo) y frecuenta los lupanares, pese a que vive amancebado con la tal Ledesma. Sin embargo, es nombrado incluso secretario del monarca, en 1632, lo que supuso la cumbre en su carrera cortesana. Era un puesto sujeto a todo tipo de presiones: su amigo, el duque de Medinaceli, es hostigado por su mujer para que lo obligue a casarse contra su voluntad con doña Esperanza de Mendoza, señora de Cetina, viuda y con hijos, y el matrimonio, realizado en 1634, apenas dura tres meses. Lleva una activa vida cultural y amista con el militar y escritor hispanoportugués Francisco Manuel de Melo, con el que intercambia un intenso epistolario; Melo corresponderá de forma póstuma convirtiéndolo en un personaje de su diálogo Hospital de letras (1657). Se entrega a una febril actividad creativa y en 1634 publica La cuna y la sepultura y la traducción de La introducción a la vida devota de Francisco de Sales; de entre 1633 y 1635 datan obras como De los remedios de cualquier fortuna, el Epicteto, Virtud militante, Las cuatro fantasmas, la segunda parte de Política de Dios, la Visita y anatomía de la cabeza del cardenal Richelieu o la Carta a Luis XIII.

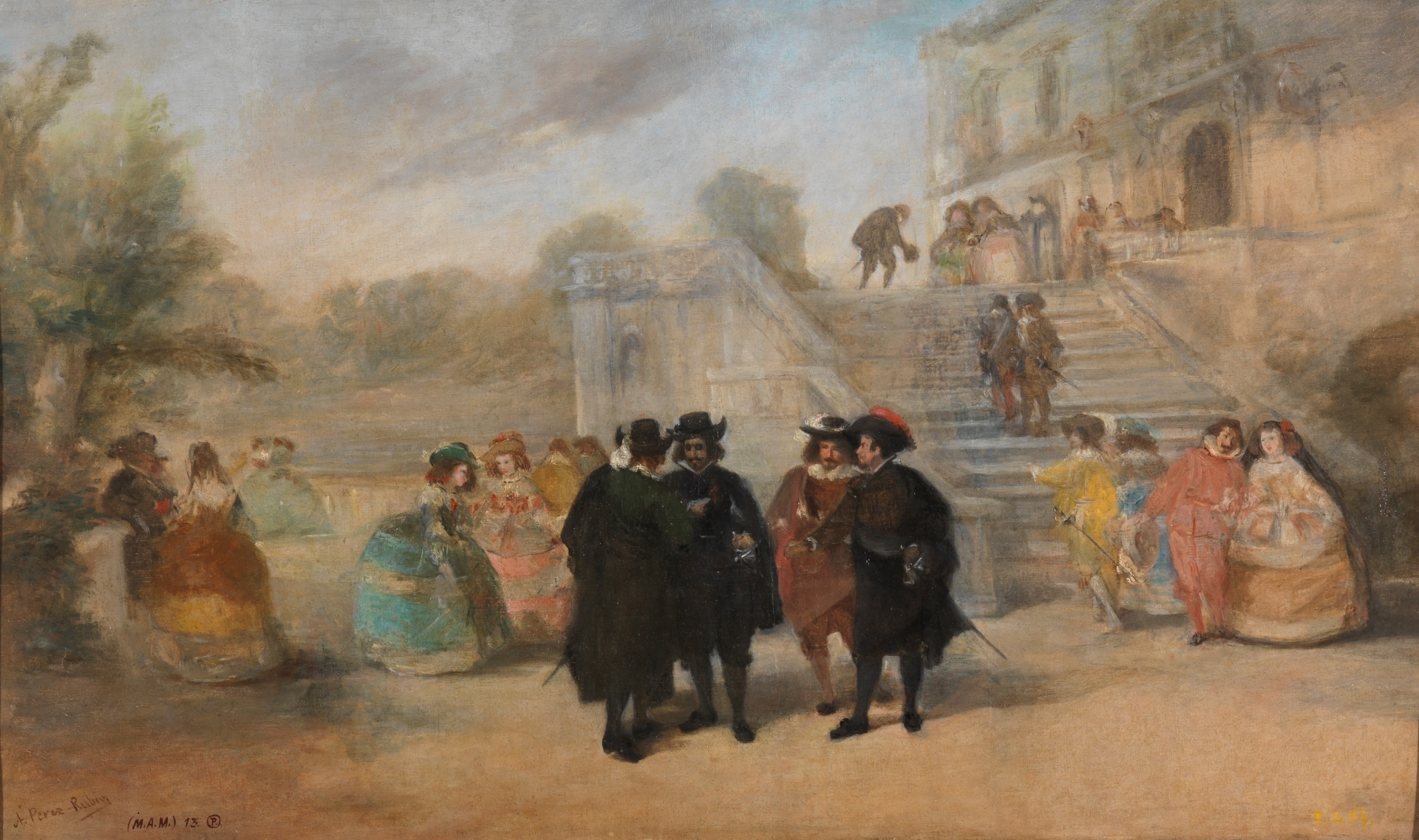
Intriga contra don F.º de Quevedo en los jardines del Palacio del Buen Retiro (c. 1876) por Antonio Pérez Rubio. Óleo sobre lienzo, Museo del Prado

En 1635 aparece en Valencia el más importante de uno de los numerosos libelos destinados a difamarle, El tribunal de la justa venganza, erigido contra los escritos de Francisco de Quevedo, maestro de errores, doctor en desvergüenzas, licenciado en bufonerías, bachiller en suciedades, catedrático de vicios y protodiablo entre los hombres, publicado bajo un pseudónimo que tal vez encubre a uno de sus numerosos enemigos, Luis Pacheco de Narváez. Además, el poeta Juan de Jáuregui escribe un Memorial a Felipe IV en ese mismo año en que ataca también a Quevedo e imprime también su comedia El retraído (Barcelona, Sebastián de Comellas, 1635) donde atacaba La cuna y la sepultura publicada un año antes. En esta comedia El retraído (esto es, el acogido a sagrado por ser buscado por la justicia civil) el personaje del Censor ataca cada uno de los puntos sostenidos por Quevedo en su obra, intentando demostrar que es hereje, la inspiración diabólica de la obra y su ataque contra los privados, a los que considera indignos, condenando su enriquecimiento ilícito; también le parece que su piedad cristiana es falsa, porque encubre sátira; es más, manipula los textos que cita; Jáuregui incluso desciende a mencionar sus pleitos con la Torre de Juan Abad (a quien hace personaje de la obra) y su participación en la conjura de Venecia y menciona su escaso conocimiento del griego; indudablemente, no parece casual que esta comedia se publicara al mismo tiempo que El tribunal de la justa venganza. Quevedo no se resignó a tanta infamia: los llamó "doctores sin luz, que dan humo con el pábilo muerto de sus censuras, muerden y no leen". En 1636 se separa de su mujer, que fallecerá en 1641 y, muy desengañado, escribe su fantasía moral La hora de todos y la Fortuna con seso.
El 7 de diciembre de 1639, con motivo de un memorial aparecido bajo la servilleta del rey Sacra, católica, real Majestad..., donde se denuncia la política del Conde-duque, por el procedimiento de orden reservada se le detuvo en casa del VII duque de Medinaceli, se confiscaron sus libros y, sin apenas vestirse, es llevado al frío convento de San Marcos en León hasta la caída del valido y su retirada a Loeches en 1643. Quevedo se quejó de que no se le abrió proceso ni tomó declaración alguna en la dedicatoria "A Juan Chumacero Carrillo" de su Vida de San Pablo (1644):

Nunca se me hizo cargo ni tomó confesión ni, después de mi soltura, se halló alguna cosa escrita jurídicamente...

Este tipo de detenciones se podían hacer mediante el procedimiento del absolutismo conocido como orden reservada. Quevedo mismo describió cuán dura fue su situación, enfermo como estaba de tuberculosis ósea:

«A 7 de diciembre, víspera de la Concepción de nuestra Señora, a las diez y media de la noche. Fui traído en el rigor del invierno sin capa y sin una camisa, de sesenta y un años, a este convento Real de San Marcos, donde he estado todo este tiempo en rigurosísima prisión, enfermo con tres heridas, que con los fríos y la vecindad de un río que tengo a la cabecera, en tierra donde todo el año es hibierno rigurosísimo, se me han cancerado, y por falta de cirujano, no sin piedad me las han visto cauterizar con mis manos; tan pobre, que de limosna me han abrigado y entretenido la vida. El horror de mis trabajos ha espantado a todos».

En 1972 se demostró por una carta del conde-duque de Olivares al rey Felipe IV, encontrada por su biógrafo J. H. Elliot, que la acusación que pesaba sobre Quevedo fue hecha por su amigo el duque del Infantado: lo acusaba de ser confidente de los franceses. Saldría en junio de 1643 y poco después, en septiembre de 1645, murió. En el monasterio de San Marcos Quevedo se dedicó a la lectura, como cuenta en la Carta moral e instructiva, escrita a su amigo, Adán de la Parra, pintándole por horas su prisión y la vida que en ella hacía:

Desde las diez a las once rezo algunas devociones, y desde esta hora a la de las doce leo en buenos y malos autores; porque no hay ningún libro, por despreciable que sea, que no tenga alguna cosa buena, como ni algún lunar el de mejor nota. Catulo tiene sus errores, Marcus Fabius Quintilianus sus arrogancias, Cicerón algún absurdo, Séneca bastante confusión; y en fin, Homero sus cegueras, y el satírico Juvenal sus desbarros; sin que le falten a Egecias algunos conceptos, a Sidonio medianas sutilezas, a Ennodio acierto en algunas comparaciones, y a Aristarco, con ser tan insulsísimo, propiedad en bastantes ejemplos. De unos y de otros procuro aprovecharme de los malos para no seguirlos, y de los buenos para procurar imitarlos.

El sospechoso Memorial de la servilleta estaba compuesto de dodecasílabos en pareados. Un verso culto antiguo en una estrofa popular, de ritmo machacón y sentencioso, nunca usado por Quevedo. Hay, sin embargo, algunos elementos comunes con el estilo de Quevedo, si bien se renuncia a lo más característico. No se ataca directamente al Conde-duque de Olivares. El autor se identifica como un pechero y anónimo labrador viejo de Castilla, comido por los impuestos, el derroche de los nobles y la corrupción en todos los órdenes del gobierno, que pide al Rey que deje de oír la tóxica adulación y se fije en el pueblo:

Vuestro es el remedio: ponedlo, señor. / Así Dios os haga, de Grande, el Mayor. / Grande sois, Filipo, a manera de hoyo; / ved esto que digo, en razón lo apoyo: / quien más quita al hoyo, más grande lo hace; / mirad quién lo ordena, veréis a quien place. / Porque lo demás todo es cumplimiento / de gente civil que vive del viento.

Quevedo era un escritor satírico, pero él mismo también era objeto de su misma crítica a través de un severo autocastigo psíquico de raíz religiosa y existencial. Medita profundamente sobre el tiempo y busca el consuelo de la filosofía estoica leyendo a Zenón de Citio, Epicteto y Séneca; en sus Salmos se encuentra la expresión más acendrada de este anhelo de pureza espiritual:

Un nuevo corazón, un hombre nuevo / ha menester, señor, el alma mía: / ¡desnúdame de mí, que ser podría / que a tu piedad pagase lo que debo!...

Pero Quevedo había salido ya del encierro en junio de 1643, achacoso y muy enfermo; tiene a su sobrino Alderete muy preocupado por su salud; en 1644 publica, no obstante, la Primera parte de la vida de Marco Bruto y La caýda para levantarse, el ciego para dar la vista, el montante de la Iglesia en la  vida  de  San  Pablo  Apóstol. Por fin renuncia a la Corte para retirarse definitivamente en noviembre de ese mismo año a la Torre de Juan Abad. Es en sus cercanías (y tras escribir en su última carta que «hay cosas que sólo son un nombre y una figura») cuando fallece en el convento de los padres dominicos de Villanueva de los Infantes, el 8 de septiembre de 1645. 

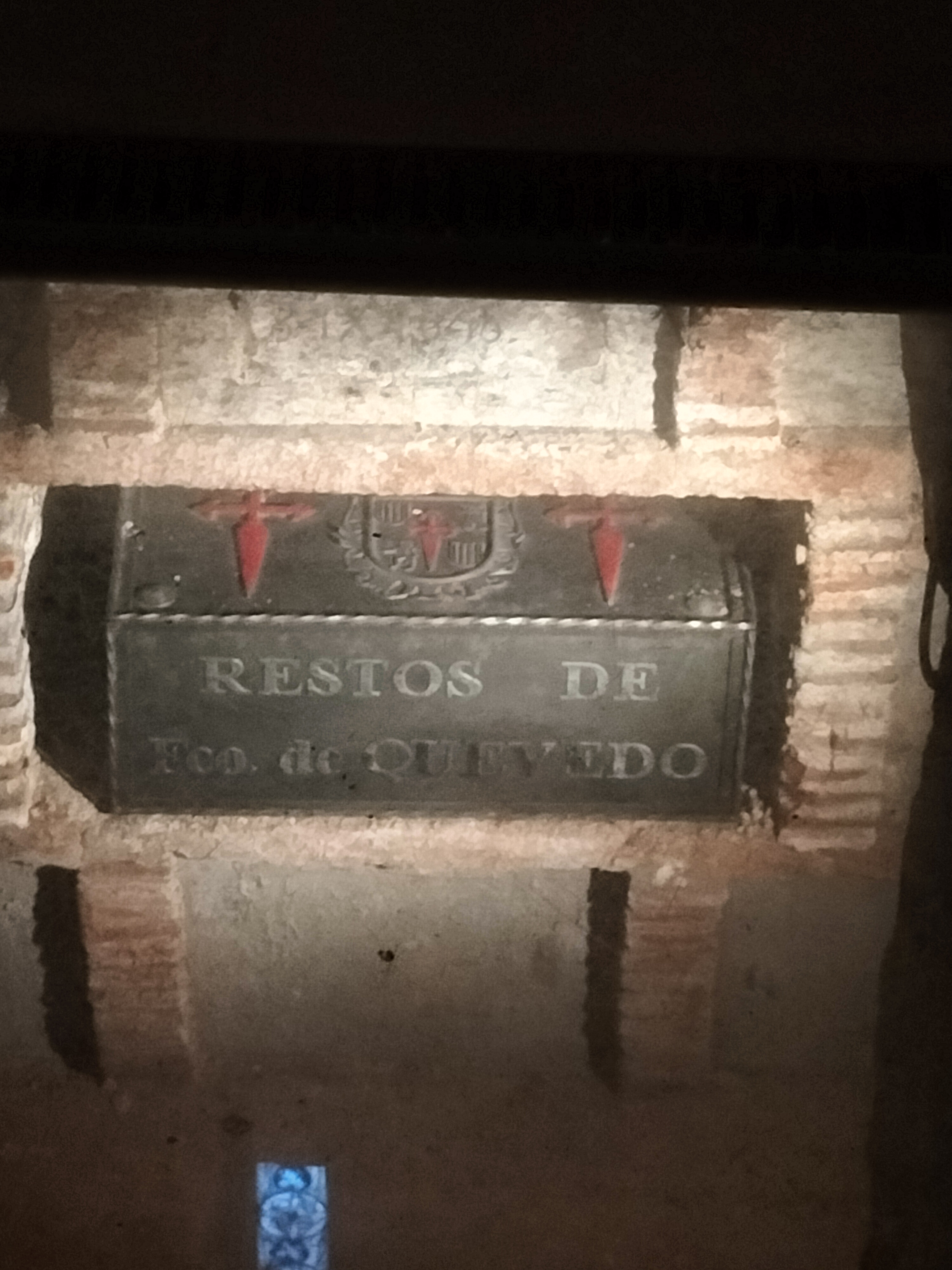
Restos de Francisco de Quevedo

Se cuenta que su tumba fue profanada días después por un caballero que deseaba tener las espuelas de oro con que había sido enterrado y que dicho caballero murió al poco en justo castigo por tal atrevimiento. En 2009, sus restos fueron identificados en la cripta de Santo Tomás de la iglesia de San Andrés Apóstol de la misma ciudad.
Sus obras fueron muy mal recogidas y editadas por el humanista José Antonio González de Salas, quien no tiene empacho en retocar los textos, en 1648: El Parnaso español, monte en dos cumbres, dividido con las nueve Musas castellanas, pero es la edición más fiable; peor es la edición del sobrino de Quevedo y destinatario de su herencia, Pedro Alderete, en 1670: Las tres Musas últimas castellanas; en el siglo XX José Manuel Blecua las ha editado con rigor.
En 1663 se imprimió la primera biografía de Francisco de Quevedo, del italiano Pablo Antonio de Tarsia, miembro como Quevedo de la napolitana Academia de los Ociosos. Toma su información, rica en anécdotas, de su sobrino Alderete, con quien se entrevistó personalmente en Torre de Juan Abad; posteriormente vendrán las de Aureliano Fernández Guerra en el siglo XIX, donde se le pinta como un hombre de estado, y la de  Jauralde Pou (1998) en el siglo XX.

## Análisis de su obra

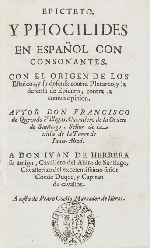
Portada del Epicteto y Phocílides en español con consonantes, de Francisco de Quevedo; pudo inspirar El gran teatro del mundo, auto sacramental de Pedro Calderón de la Barca.

Lo más original de la obra literaria de Quevedo radica en el estilo, vinculado al Conceptismo barroco y por lo tanto muy amigo de la concisión, de la elipsis y del cortesano juego de ingenio con las palabras mediante el abuso de la anfibología. Amante de la retórica, ensayó a veces un estilo oratorio lleno de simetrías, antítesis e isocola que lució más que nunca en su Vida de Marco Bruto. De léxico muy abundante, creó además muchos neologismos por derivación, composición y estereotipia y, como apercibió Rafael Lapesa en su Historia de la lengua española (1942), flexibilizó notablemente el mecanismo de la aposición especificativa en castellano («clérigo cerbatana, zapatos galeones...»), mecanismo que los escritores barrocos posteriores imitaron de él. En su sátira se acerca a veces a la estética del expresionismo al degradar a las personas mediante la reificación o cosificación, y la animalización. Se ha señalado, además, como un rasgo característico de su verso, la esticomitia, esto es, la tendencia a transformar cada verso en una sentencia de sentido completo, lo cual hace a sus poemas muy densos de significado, como era prioritario en su poética, radicada en los principios de lo que más tarde fue denominado conceptismo barroco.
La mayor parte de la producción poética de Quevedo es satírica, pero como ya apercibió el abate José Marchena sus sátiras están mal dirigidas y, aunque consciente de las causas verdaderas de la decadencia general, es para él más un mero ejercicio de estilo que otra cosa. Se vierte contra el bajo pueblo más que contra la nobleza, en lo cual no tuvo el atrevimiento de, por ejemplo, el otro gran satírico de su época, Juan de Tassis y Peralta, segundo conde de Villamediana. Cultivó también una fina lírica cortesana realizando un cancionero petrarquista en temas, estilo y tópicos, prácticamente perfecto en técnica y fondo, en torno a la figura de Lisi, que no hay que identificar como se ha querido con ninguna dama concreta, sino con un arquetipo quintaesenciado de mujer, al que bautizó también con otros nombres. Destacan sobre todo sus sonetos metafísicos y sus salmos, donde se expone su más íntimo desconsuelo existencial y su angustia por el paso del tiempo. La visión que da su filosofía es profundamente pesimista y de rasgos preexistencialistas. El cauce preferido para la abundante vena satírica de que hizo gala es sobre todo el romance, pero también la letrilla («Poderoso caballero es Don Dinero»), vehículo de una crítica social a la que no se le esconden los motivos más profundos de la decadencia de España, y el soneto. Abominó de la estética del Culteranismo cuyo principal exponente, Luis de Góngora, fue violentamente atacado por Quevedo en sátiras personales, si bien llegó con el tiempo a tolerar una estética que se había convertido en general e incluso la cultivó él mismo de forma meramente testimonial, como dijo Borges, para indicar "que él también sabía jugar a ese juego". Sin embargo, contra la pedantería y obscuridad que le imputaba se propuso también editar las obras de los poetas renacentistas Francisco de la Torre y fray Luis de León.
La poesía amorosa de Quevedo, considerada la más importante del siglo XVII, es la producción más paradójica del autor: misántropo y misógino, fue, sin embargo, el gran cantor del amor y de la mujer. Escribió numerosos poemas amorosos (se conservan más de doscientos), dedicados a varios nombres de mujer: Flora, Lisi, Jacinta, Filis, Aminta, Dora. Consideró el amor como un ideal inalcanzable, una lucha de contrarios, una paradoja dolorida y dolorosa, en donde el placer queda descartado. Su obra cumbre en este género es, sin duda, su «Amor constante más allá de la muerte».
Como han señalado los estudiosos del antisemitismo en España, Quevedo fue un feroz antijudío y su judeofobia quedó reflejada "en todo tipo de escritos, incluyendo sus poemas satíricos" pero fue "en los años de su lucha contra Olivares cuando escribe sus dos textos antisemitas más importantes": Execración contra los judíos y La Isla de los Monopantos (aunque este último relato satírico no fue impreso hasta 1650, dentro del libro La Fortuna con seso y la hora de todos).
En su obra se demuestra su obsesión por defender la hegemonía de la monarquía hispánica en el mundo, integrándose en «... la tradición del laus Hispaniae, instaurada por San Isidoro y utilizada por el propio Quevedo para tratar de recuperar los valores que él pensaba, hicieron poderosa a la nación... en su España defendida, alabó la grandeza de sus más prestigiosos compatriotas, destacando la superioridad española en el campo de las letras, visible en autores como fray Luis de León, Jorge Manrique o Garcilaso de la Vega, pero también en el arte de la guerra». Javier Martínez-Pinna y Diego Peña.

## Obra

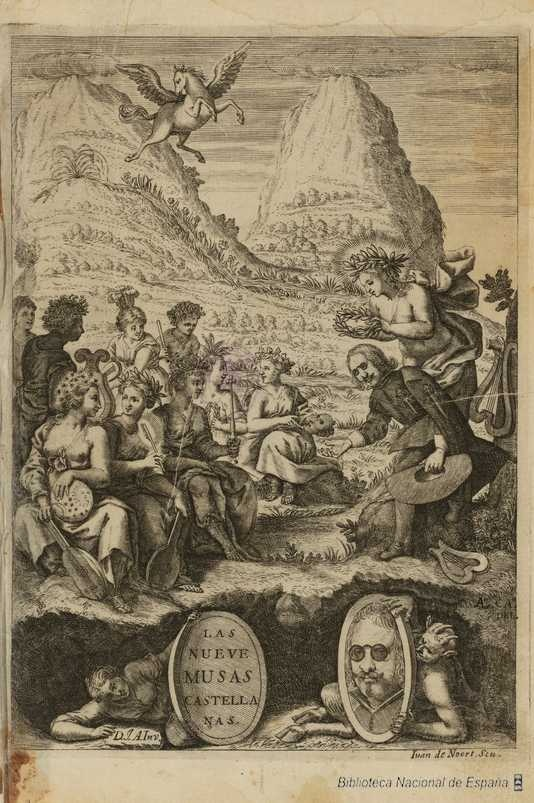
Portada calcográfica de El Parnaso español, editado en Madrid por Diego Díaz de la Carrera, 1648, grabado de Juan de Noort sobre una idea del compilador, Juan Antonio González de Salas. Doble retrato del escritor, coronado por las Musas y en medallón sostenido por un sátiro, símbolo de la doble inspiración, sacra y profana.

### Obra literaria

#### Poesía
La obra poética de Quevedo, que está constituida por unos 875 poemas, presenta ejemplos de casi todos los subgéneros de su época: poesía satírico-burlesca, amorosa, moral e inmoral, una parodia de la poesía heroica (el Poema de las necedades y locuras de Orlando, no concluido), poemas de circunstancias, descriptivos, religiosos (entre los cuales destacan sus impresionantes Salmos) y fúnebres. Pero además incluye poemas metafísicos y filosóficos de carácter neoestoico. Aproximadamente, un 40 % de sus textos son satíricos; si a ello se le añade el hecho de que muchos de ellos circularon públicamente en vida del autor a través de copias manuscritas, se explica la fama de crítico severo y mordaz de su época con que se conoce, en parte, a Quevedo.
La primera impresión de sus poemas tuvo lugar en 1605, en la antología conocida con el nombre de Primera parte de las flores de poetas ilustres de España; incluye diecisiete poemas. Pero el resto fue publicado en forma póstuma en dos obras: El Parnaso español (1648) y Las Tres Musas Últimas Castellanas (1670). También se conservan dos manuscritos que coleccionaron sus obras: el llamado Cancionero antequerano y el Cancionero de 1628.
Quevedo intentó dos veces publicar sus obras poéticas. La primera, en 1613, fue consecuencia de una gran crisis espiritual. En la segunda trabajaba cuando le sorprendió la muerte.
En 1613 terminó, pero no publicó su Heráclito cristiano, que su autor revisó con el título de Lágrimas de un penitente. Solo apareció en la edición impresa de 1670, veinticinco años después de su fallecimiento; allí se incluye el famoso soneto "Miré los muros de la Patria mía", corregido en la edición póstuma de sus obras.
El segundo intento dejó los poemas en manos de su amigo José Antonio González de Salas para hacer una edición póstuma, cuya primera parte salió en Madrid en 1648 con el título de El Parnaso español, monte en dos cumbres dividido, con las nueve Musas. Afirmó en ella que había respetado la ordenación que había dejando Quevedo al morir. Era una clasificación temática en nueve apartados o "Musas". Clío acogía los poemas encomiásticos y dedicatorios a personas pasadas o presentes, o a ciudades; por ejemplo "Buscas en Roma a Roma, ¡oh peregrino!", que retrata la decadencia y ruina de la capital del Imperio romano. Polimnia contiene poemas morales, algunos entre los mejores del autor, como el soneto "¡Ah de la vida...! ¿Nadie me responde?" o la imprescindible Epístola satírica y censoria al Conde Duque de Olivares sobre las costumbres de los castellanos:

No he de callar, por más que con el dedo, / ya tocando la boca, ya la frente, / silencio avises o amenaces miedo. / ¿No ha de haber un espíritu valiente? / ¿Siempre se ha de sentir lo que se dice? / ¿Nunca se ha de decir lo que se siente? / Hoy, sin miedo que libre escandalice / puede hablar el ingenio, asegurado / de que mayor poder le atemorice [...] /  Señor excelentísimo, mi llanto / ya no consiente márgenes ni orillas: / inundación será la de mi canto. / Ya sumergirse miro mis mejillas, / la vista por dos urnas derramada, / sobre las aras de las dos Castillas...

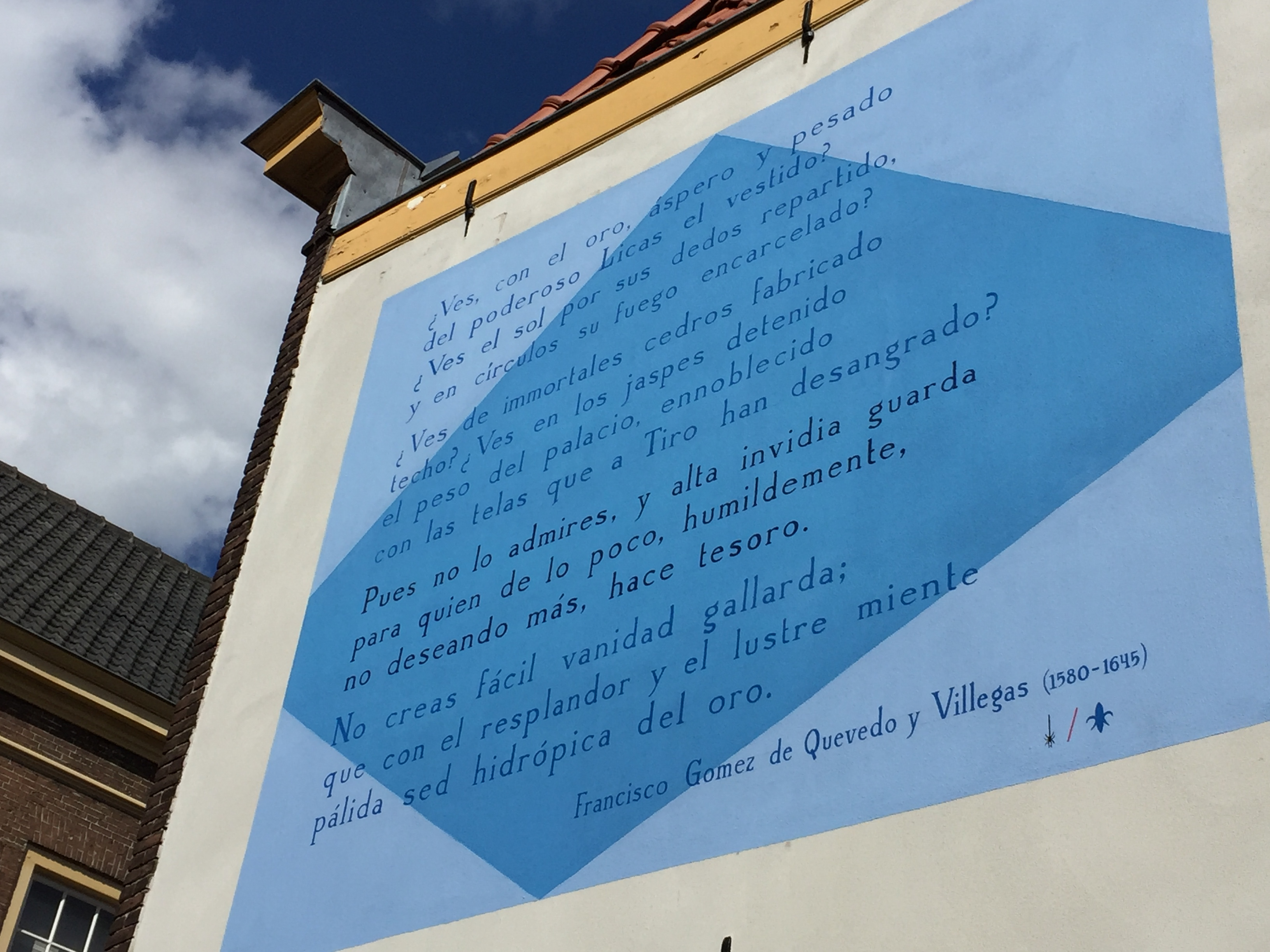
Poema ¿Ves, con el oro? (Leiden)

Se ataca la corrupción individual y colectiva, el lujo, la vanidad, la superficialidad de las modas femeninas, el culteranismo y en general la decadencia en todos los órdenes de España. Melpómene se dedica a la poesía fúnebre: epicedios de personajes célebres. La cuarta musa, Erato, se divide en dos partes, ambas dedicadas a la poesía amorosa. Partiendo del cancionero petrarquista, Quevedo une el amor y la muerte, los temas de las dos partes del Canzoniere de Francesco Petrarca, en uno solo. La segunda parte de esta sección se titula "Canta sola a Lisi", supuesta amante del poeta, que es en realidad un arquetipo de mujer, y contiene el que acaso sea el mejor soneto de su autor: "Cerrar podrá mis ojos la postrera / sombra que me llevare el blanco día..." (Amor constante más allá de la muerte). Las Musas quinta y sexta -Terpsícore y Talía- se dedican a poemas satíricos y burlescos, bailes y bromas.
González de Salas murió en 1651 sin publicar la segunda parte, así que el sobrino y heredero de Quevedo Pedro Aldrete o Alderete, hijo de su hermana Margarita, publicó Las tres Musas últimas castellanas. Segunda cumbre del Parnaso español... (1670). Fue un editor algo descudidado, porque repitió algunos poemas ya aparecidos en la primera parte e introdujo cierto desorden, pero siguió el plan de las Musas: Euterpe, la séptima, prolonga el ciclo de poesías amorosas que atañe a Lisi. La octava, Calíope, encabeza letrillas satíricas y silvas morales, metro este que había introducido antes que el mismo Góngora. Representan valores típicamente barrocos por su temática sobre el paso del tiempo y la muerte como fin. Destacan las letrillas "Poderoso caballero es don Dinero", "Solamente un dar me agrada, / que es el dar en no dar nada" o "Es amarga la verdad":

Pues amarga la verdad, / quiero echarla de la boca; / y, si al alma su hiel toca, / esconderla es necedad. / Sépase, pues: libertad / ha engendrado en mi pereza / la pobreza....

Se duda si Quevedo pretendió hacer con ellas una colección independiente. Urania, novena Musa, se dedica a poesía religiosa, cerrando este volumen. Destacan los "Salmos", en que aparecen nuevas cumbres poéticas del autor:

Bien te veo correr, tiempo ligero / cual por mar ancho despalmada nave / a más volar, como saeta o ave / que pasa sin dejar rastro o sendero....

#### Prosa

##### Obras satírico-morales

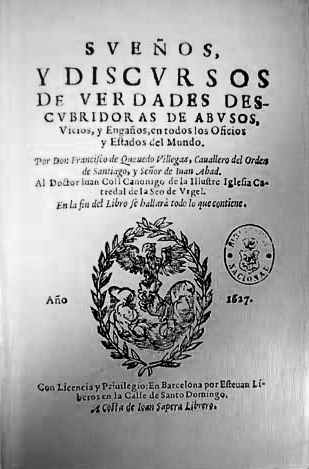
Edición príncipe de los Sueños y discursos, Barcelona, Esteban Liberós, a costa de Juan Sapera, 1627.

- Sueños y discursos, compuestos entre 1606 y 1623, circularon abundantemente manuscritos pero no se imprimieron hasta 1627. Se trata de cinco narraciones cortas de inspiración lucianesca donde se pasa revista a diversas costumbres, oficios y personajes populares de su época. Son, por este orden, El Sueño del Juicio Final (llamado a partir de la publicación de Juguetes de la niñez, la versión expurgada de 1631 El sueño de las calaveras), El alguacil endemoniado (renombrado El alguacil alguacilado), El Sueño del Infierno (esto es, Las zahúrdas de Plutón en su versión expurgada), El mundo por de dentro (que mantuvo su nombre siempre) y El Sueño de la Muerte (conocido como La visita de los chistes).
- De la estirpe de los Sueños son dos llamadas «fantasías morales», el Discurso de todos los diablos y de La hora de todos. Ambas son también sátiras lucianescas de característico tono jocoserio, aunque en su factura y creatividad superan a los Sueños:
  - Discurso de todos los diablos o infierno emendado (1628), publicado en algunas versiones como El peor escondrijo de la muerte y, a partir de 1631, en la versión expurgada en la que aparecen también los cinco Sueños con los títulos cambiados que se enumeran más arriba, con el título de El entremetido y la dueña y el soplón. Es un nuevo breviario del desengaño misantrópico:

Para ser rico, habéis de ser ladrón. Para ser valiente, habéis de ser traidor, borracho y blasfemo. Para ser casado, habéis de ser cornudo. Si sois pobre, nadie os conocerá; si sois rico, no conoceréis a nadie. Si uno vive poco, dicen que se malogra; si vive mucho, dicen que no siente. Si se confiesa cada día, dicen que es hipócrita; si no se confiesa, es hereje; si es alegre, dicen que es bufón; si triste, que es enfadoso. Si es cortés, le llaman zalamero; si descortés, desvergonzado.

- - La hora de todos y la Fortuna con seso, variación sobre el tema del mundo al revés o adynaton en que la diosa Fortuna recobra el juicio y da a cada persona lo que realmente merece, provocando tan gran trastorno y confusión que el padre de los dioses debe volverlo todo a su primitivo desorden, que en realidad era un orden.

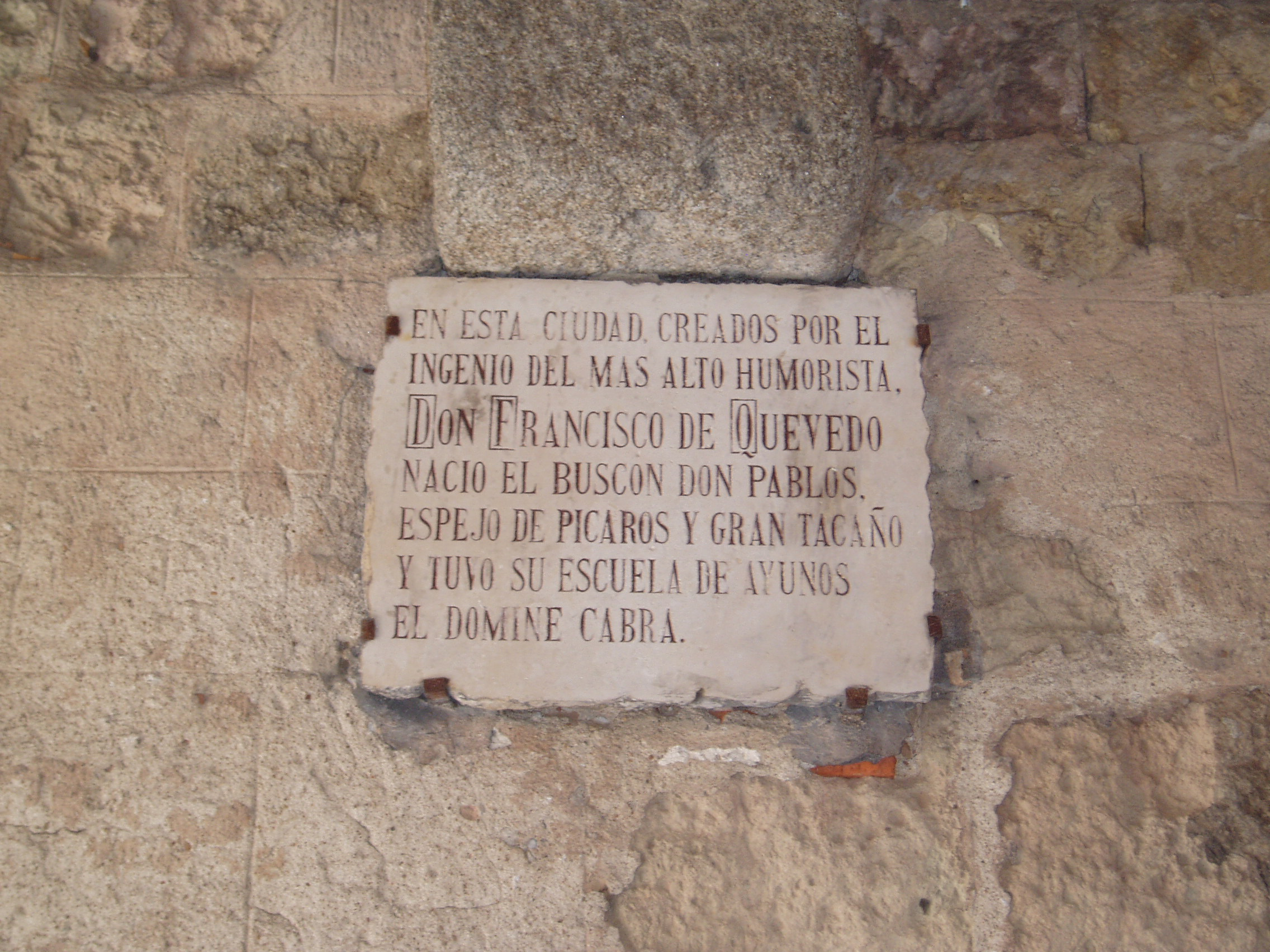
Placa dedicada a El Buscón en Segovia.

- La novela picaresca Historia de la vida del Buscón llamado don Pablos; ejemplo de vagamundos y espejo de tacaños, apareció impresa en Zaragoza en 1626, pero existen tres versiones más de la obra con grandes divergencias textuales. El problema es complejo, pues todo parece indicar que Quevedo retocó su obra varias veces. La versión más antigua es el manuscrito 303 bis (olim Artigas 101) de la Biblioteca de Menéndez Pelayo a causa del cotejo de las variantes y la manera en que unos testimonios se agrupan frente a otros. La impresión de 1626 fue asumida, si no controlada, por Quevedo, según el propio autor declara en su memorial Su espada por Santiago (1628) y la sinceridad de sus palabras es confirmada por otros datos, así que en realidad no puede sostenerse que se hiciera sin permiso del autor. Pero esta versión no fue la última, pues don Francisco volvió sobre ella para retocar algunos pormenores narrativos, amplificar el retrato satírico de varios personajes secundarios y paliar las expresiones que juzgaron irreverentes o blasfemas los redactores de dos libelos antiquevedianos, el Memorial enviado a la Inquisición contra los escritos de Quevedo (1629) y El Tribunal de la Justa Venganza (1635). De estos retoques dan fe los otros manuscritos. El Buscón es un divertimento en que el autor se complace en ridiculizar los vanos esfuerzos de ascensión social de un pobre diablo perteneciente al bajo pueblo; para ello exhibe cortesanamente su ingenio por medio de un brillante estilo conceptista que degrada todo lo que toca cosificándolo o animalizándolo, utilizando una estética preexpresionista que se aproxima a Goya, Solana y Valle-Inclán y no retrocediendo ante las gracias más repugnantes. La caracterización apenas existe: se trata solo de un vehículo para el lucimiento aristocrático del autor.

##### Obras festivas

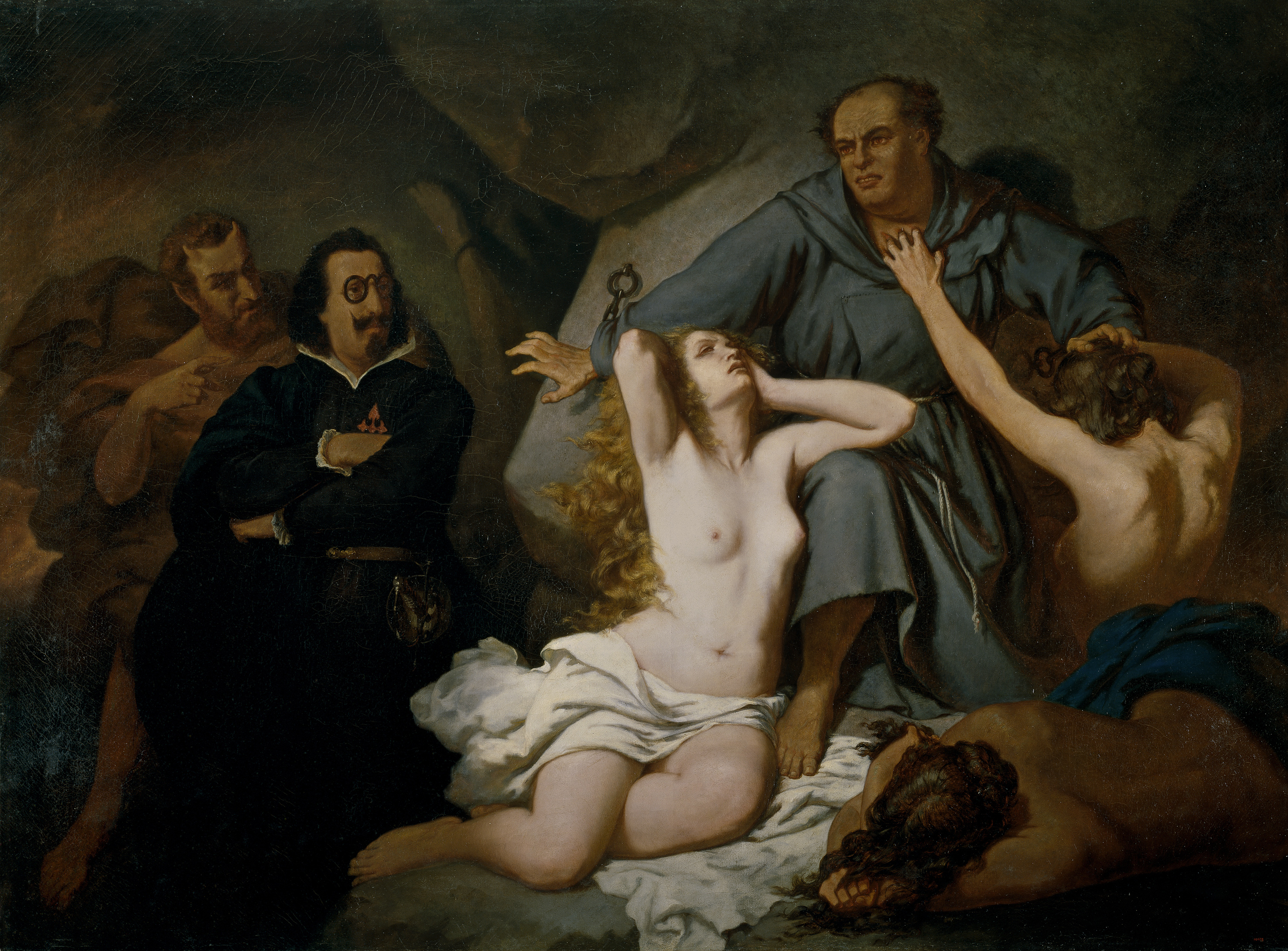
Lutero: asunto tomado de El sueño del Infierno de Quevedo (1858), óleo de Francisco Sans Cabot

- Premática y aranceles, hechas por el fiel de las putas, Consejos para guardar la mosca y gastar la prosa, Premática del tiempo, Capitulaciones matrimoniales y Capitulaciones de la vida de la Corte son sátiras de los géneros burocráticos habituales en las cancillerías y que se aplican a temas grotescos.
- Cartas del caballero de la Tenaza (1625), humorística descripción de las epístolas intercambiadas entre un caballero sumamente tacaño y su amante, que quiere sacarle dinero por cualquier medio.
- Libro de todas las cosas y otras muchas más. Compuesto por el docto y experimentado en todas materias. El único maestro malsabidillo. Dirigido a la curiosidad de los entremetidos, a la turbamulta de los habladores, y a la sonsaca de las viejecitas.
- Gracias y desgracias del ojo del culo. Opúsculo jocoso sobre los placeres y las dolencias relativos a semejante órgano.

#### Teatro

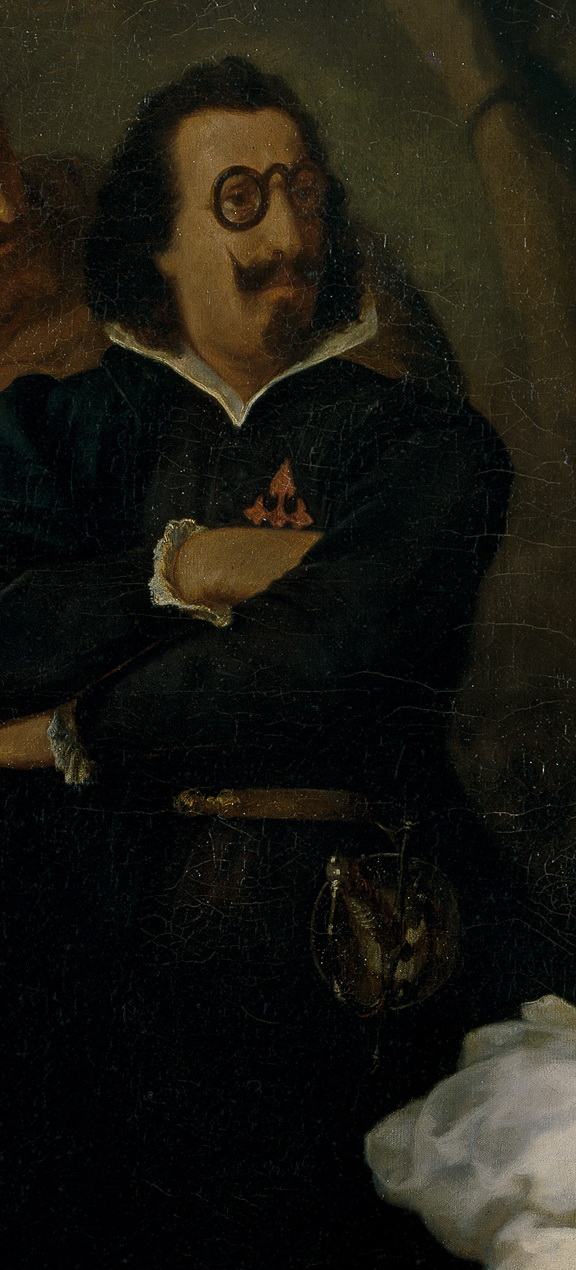
Detalle de Lutero: asunto tomado de El sueño del infierno de Quevedo, del pintor catalán Francisco Sans Cabot.

No existe un catálogo definitivo de la obra teatral atribuible a Quevedo, y no solo por la dificultad de reconocer su autoría sino por las dificultades de considerar a algunos textos como teatrales. En cualquier caso, se consideran como seguras y plenamente teatrales las siguientes obras:
- La comedia Cómo ha de ser el privado
- Los entremeses Bárbara, Diego Moreno, La vieja Muñatones, Los enfadosos, La venta, La destreza, La polilla de Madrid, El marido pantasma, El marión, El caballero de la Tenaza, El niño y Peralvillo de Madrid, La ropavejera y Los refranes del viejo celoso.

Además, se toman también en consideración diversos fragmentos de comedias perdidas, alguna loa y diez bailes.

### Obra no literaria

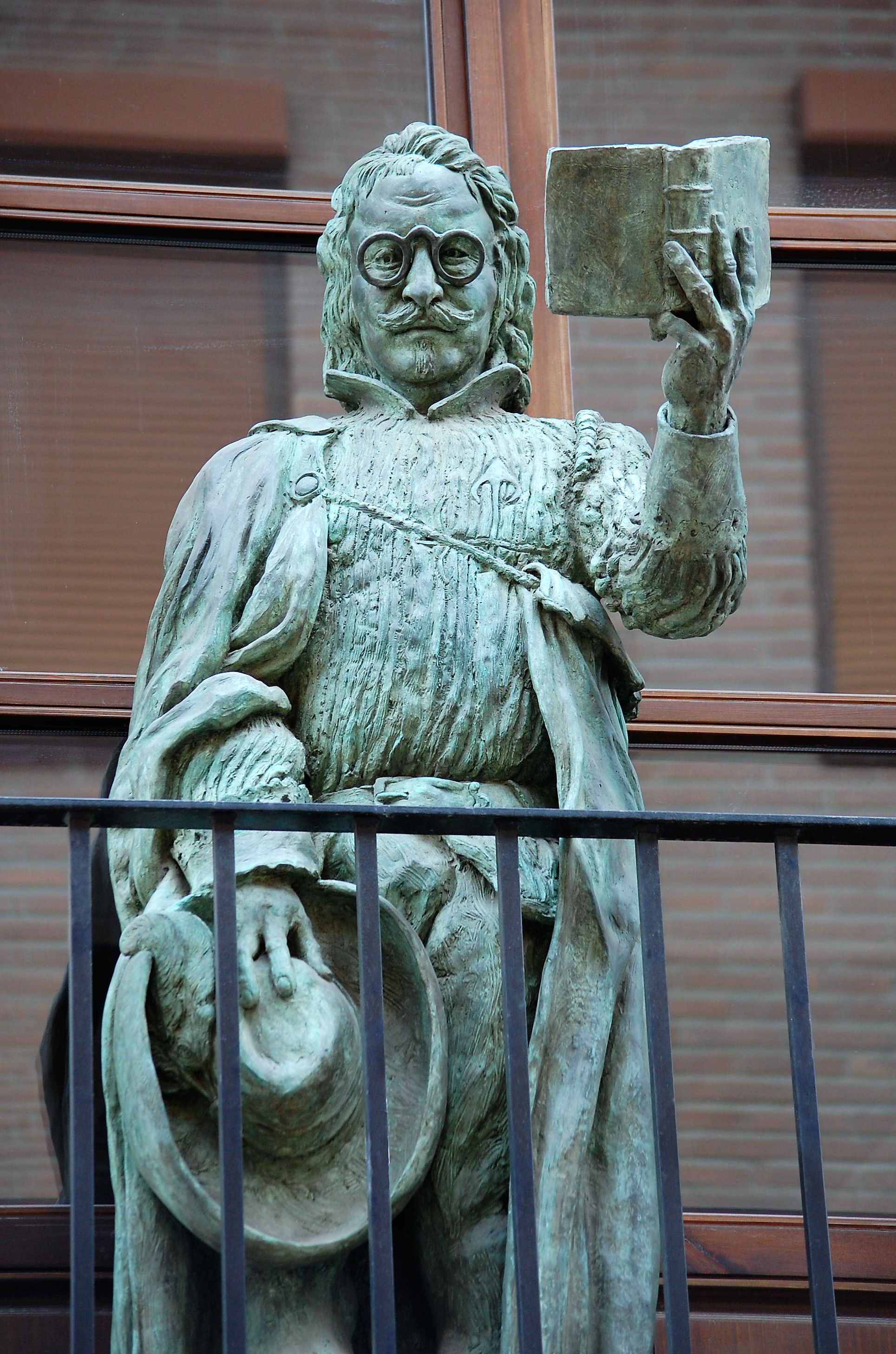
Estatua de Quevedo en Alcalá de Henares.

#### Obras políticas
- España defendida, y los tiempos de ahora, de las calumnias de los noveleros y sediciosos, más conocida como España defendida..., que quedó incompleta e inédita, escrita circa 1609 y abandonada definitivamente en 1612,[35][36] fue editada por primera vez en 1916 en el Boletín de la Real Academia de la Historia por el hispanista Robert Selden Rose. Es una defensa del mérito del humanismo y las letras españolas que se anticipa a la leyenda negra que ya se empezaba a fraguar, y de la cual cita en especial las obras de Girolamo Benzoni, Gerardus Mercator y Joseph Justus Scaliger.
- Política de Dios, gobierno de Cristo. Su primera parte fue escrita hacia 1617 (en la dedicatoria a Olivares, de 1626, le dice que «es el libro que yo escribí diez años ha») e impresa en 1626 con el título de Política de Dios, gobierno de Cristo y tiranía de Satanás. La segunda parte, escrita en torno a 1635, se publicó en 1655. Las dos partes juntas se publicaron bajo el epígrafe Política de Dios, gobierno de Cristo, sacada de la Sagrada Escritura para acierto del Rey y del reino en sus acciones. Se trata de un híbrido entre dos disciplinas: Teología y Política.
- Mundo caduco y desvaríos de la edad (1621, ed. 1852).
- Grandes anales de quince días (1621, ed. 1788), análisis de la transición entre los reinados de Felipe III y Felipe IV.
- Memorial por el patronato de Santiago (1627, ed. 1628), Su espada por Santiago, manuscrito de 1628.
- Lince de Italia y zahorí español (1628, ed. 1852).
- El chitón de las tarabillas (1630), impreso muchas veces con el título de Tira la piedra y esconde la mano. Defiende las disposiciones económicas del Conde-Duque de Olivares, de quien luego se distanciaría. Fue denunciado a la Inquisición y recogido ese mismo año.
- Execración contra los judíos (1633), alegato antisemita que contiene una velada acusación contra don Gaspar de Guzmán, conde-duque de Olivares y valido de Felipe IV.
- Carta al serenísimo, muy alto y muy poderoso Luis XIII, rey cristianísimo de Francia (1635).
- Breve compendio de los servicios de Francisco Gómez de Sandoval, duque de Lerma (1636).
- La rebelión de Barcelona ni es por el güevo ni es por el fuero. 1641, panfleto contra la revuelta catalana de 1640.
- Vida de Marco Bruto, 1644, glosa de la vida correspondiente al famoso asesino de César escrita por Plutarco, escrita con algebraico rigor y una elevación de estilo conceptista poco menos que inimitable. Así lo declara uno de sus admiradores, Jorge Luis Borges, copiando este párrafo retórico:

Honraron con unas hojas de laurel una frente; dieron satisfacción con una insignia en el escudo a un linaje; pagaron grandes y soberanas vitorias con las aclamaciones de un triunfo; recompensaron vidas casi divinas con una estatua; y para que no descaeciesen de prerrogativas de tesoro los ramos y las yerbas y el mármol y las voces, no las permitieron a la pretensión, sino al mérito.

#### Obras ascéticas
- Vida de Santo Tomás de Villanueva, 1620.[38]
- Providencia de Dios, 1641, tratado contra los ateos que intenta unificar estoicismo y cristianismo.
- Vida de San Pablo, 1644.
- La constancia y paciencia del santo Job, publicada póstumamente en 1713.

#### Obras filosóficas
- Doctrina moral del conocimiento propio, y del desengaño de las cosas ajenas (Zaragoza, 1630).
- La cuna y la sepultura para el conocimiento propio y desengaño de las cosas ajenas (Madrid, 1634), que es una reescritura de la obra anterior, publicada sin su autorización, en la que amplificó y mejoró estilísticamente el texto precedente.
- Epicteto, y Phocílides en español con consonantes, con el Origen de los estoicos, y su defensa contra Plutarco, y la Defensa de Epicuro, contra la común opinión (Madrid, 1635).
- Las cuatro pestes del mundo y los cuatro fantasmas de la vida (1651).

#### Crítica literaria
- La aguja de navegar cultos con la receta para hacer Soledades en un día (1631), satírica embestida contra los poetas que usan el lenguaje gongorino o culterano.
- La culta latiniparla. Cathecismo de vocablos, para instruir á las mugeres Cultas y Hembrilatinas. Lleva un disparatario como vocabulario para interpretar y traducir las damas jerigonzas que parlan el Alcorán macarrónico, con el laberinto de las ocho palabras. Compuesto por Aldrobando Anatema Cantacuzano, graduado en tinieblas, docto á obscuras, natural de las Soledades de Abaxo. Dirigido a Doña Escolástica Poliantea de Calepino, Señora de Trilingüe y Babilonia (1624), burlesco y misógino manual para hablar en lenguaje gongorino, a la que corresponde esta graciosa dedicatoria:

Siendo vuestra merced mas conocida por los circunloquios que por los moños de tan lindas sinédoches y cacofonías, y tan ayrosa de hipérboles y tan nebrisense de palabras que tiene mas nominativos que galanes; y, siendo la dama de más Arte (de Antonio) que se ha visto, más merlicocayca que Merlín, obligación le corre al más perito (y no es fruta) de encimarla en los principios inaccesos de otra, si no tan sidérea estimación, aplaudida, si bien de menos trisulca pena (Plauto sea sordo), dirigiéndola este candil para andar por las prosas lúgubres. Es vuestra merced adivinanza perene, y tiene enigma lluvia y pueden, á su menor visita, examminar ordenantes. Es vuestra merced más repetida por su estilo que el susodicho aquel hidalgo que no dexa descansar renglón en los procesos. Son vuestra merced y la algarabía más parecidas que el freír y el llover. Un papel suyo leímos ayer yo y un obispo armenio y dos gitanos, y casi un astrólogo y medio doctor: íbamos por él tan á obscuras como si leyéramos simas, y nos hubimos de matar en un obstáculo y dos naufragantes, que estaban al volver de la hoja. No bastó construirle ni estudiarle: y así le conjuramos, y á poder de exorcismos se descubrieron dos medios renglones que iban en hábito de pacubros, y le lanzamos los obsoletos como espíritus. Mil Tucídides eché á vuestra merced como bendiciones, que discurre tan á matar candelas que la podemos llamar discreta paulina. Si vuestra merced escribiendo tan a porta inferi acaba de logobrecerse, dirá que su lenguaje está como una boca de lobo, con tanta propiedad como una mala noche y que no se puede ir por su conversación de vuestra merced sin linterna. Aurore Dios á vuestra merced, y la saque de Princesa de las tinieblas, que es relativo del demonio, pues es Príncipe de ellas. Vale en culto, no en testado de escribano. Pridie Idus (ya entiende vuestra merced, y si no, haga cuenta que se oye)

- La Perinola (1633, ed. en 1788), ataque contra el Para todos de Juan Pérez de Montalbán.
- Cuento de cuentos (1626), reducción al absurdo de los coloquialismos más vacíos de significado.

#### Obra filológica
- Memorial de don Francisco de Quevedo Villegas dado a la Inquisición General sobre los libros del Monte Santo de Granada, donde desmonta la impostura de los llamados Plomos del Sacromonte y sugiere que se destruyan para que no se envíen a Roma y quedar en ridículo ante el papa.

#### Epistolario
Fue editado por Luis Astrana Marín en 1946, apareciendo en dicho epistolario 43 cartas inéditas de los últimos diez años de la vida del autor, que le escribió a su amigo Sancho de Sandoval de Beas (Jaén).

#### Traducciones
Quevedo frecuentó a humanistas como el distante Justo Lipsio y el más cercano José Antonio González de Salas; ambos le transmitieron su fervor por Propercio. Como helenista, las traducciones de Quevedo del griego dejan bastante que desear; se atrevió, sin embargo, a traducir pésimamente a Anacreonte (traducción que circuló manuscrita y no se imprimió en vida de Quevedo, sino en 1656), al pseudo Focílides y la Vida de Marco Bruto de Plutarco para su Marco Bruto. Mayor mérito tienen sus Lamentaciones de Jeremías desde el hebreo, o sus versiones de excelente latinista de los satíricos Marcial, Persio y Juvenal; sus obras están esmaltadas también de reminiscencias de Virgilio, Propercio, Tibulo, Ovidio, Estacio y, especialmente, Séneca, de cuyas Cartas a Lucilio menciona haber traducido noventa en el prólogo al Marco Bruto, aunque solo se han conservado once. Son, pues, Séneca y los satíricos los autores que más releía y más han impregnado sus obras; también es grande su erudición en Biblia, aunque prefería indudablemente el Libro de Job, que había traducido uno de sus modelos, fray Luis de León. También hizo excelentes versiones del italiano y el francés; en esta última lengua, conocía la obra de líricos como Joachim du Bellay y leía y admiraba la de Montaigne e incluso es posible que tradujese el primer libro de sus Essais. En su haber se cuentan:
- Introducción a la vida devota, de San Francisco de Sales.
- De los remedios de cualquier fortuna (1638), versión libre de Séneca.
- El Rómulo, 1632, del marqués Virgilio Malvezzi.

### Obras perdidas
- La segunda parte de la Vida de Marco Bruto, mencionada por Quevedo en sus últimas cartas, en 1644.
- Historia de don Sebastián, rey de Portugal.
- La polilla de las repúblicas.
- Historia del año 1631.
- Dichos y hechos del Duque de Osuna en Flandes, España, Nápoles y Sicilia.

## Personaje literario y cinematográfico

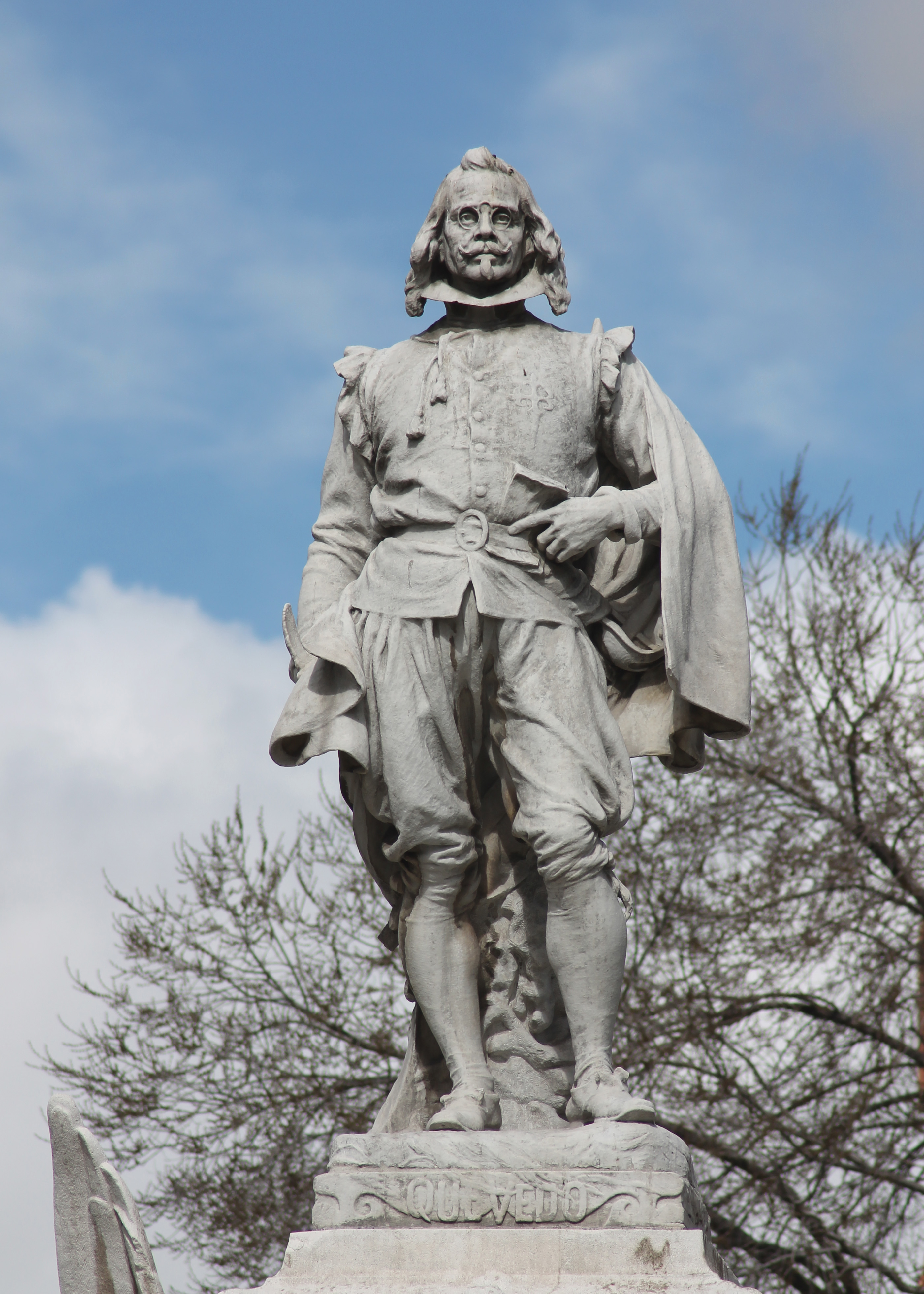
Estatua del monumento a Quevedo en la glorieta homónima de Madrid (A. Querol, 1902).

Como prototipo del intelectual cortesano que exhibía su ingenio y con frecuencia le gustaba escandalizar, Quevedo pasó a la literatura popular como personaje de chistes con frecuencia groseros, volviéndose personaje de leyendas urbanas como otros afectos al épater le bourgeois, por ejemplo Camilo José Cela. 
Igualmente fue personaje de gran número de piezas teatrales y novelas; durante su propia vida tuvo que soportar ser blanco de los ataques en la comedia de Juan de Jáuregui El retraído (1635). Y Diego de Torres Villarroel lo resucitó a principios del siglo XVIII en sus Sueños morales, visiones y visitas de Torres con Don Francisco de Quevedo por Madrid, y en el XIX es personaje principal de los dramas ¿Quién es ella? de Bretón de los Herreros, de La corte del buen Retiro  (1.ª y 2.ª partes) y También los muertos se vengan de Patricio de la Escosura,  Don Francisco de Quevedo (1848) del poeta romántico Eulogio Florentino Sanz, sin duda uno de los grandes éxitos del drama romántico español; de Una broma de Quevedo y la zarzuela Cuando ahorcaron a Quevedo, de Luis de Eguílaz; de Una noche y una aurora de Francisco Botella y Andrés y La boda de Quevedo de Narciso Serra. Ya en el siglo XX, protagoniza El caballero de las espuelas de oro, de Alejandro Casona.
De la misma manera tentó a la novela histórica: en el XIX Francisco José Orellana escribió Quevedo (1857) y Antonio de San Martín su novela por entregas Aventuras de don Francisco de Quevedo (1883–1884).

### Personaje de las novelas del capitán Alatriste
Francisco de Quevedo es también, junto a otros personajes históricos de la España de Felipe IV, un personaje secundario en la saga conocida como Las aventuras del capitán Alatriste (1996), de Arturo Pérez-Reverte, y en la película basada en ella, Alatriste (2006), dirigida por Agustín Díaz Yanes, en donde el personaje de Quevedo es interpretado por el actor Juan Echanove. En esta obra de ficción, Quevedo es presentado como amigo personal del mal llamado capitán don Diego Alatriste y Tenorio, veterano de las guerras de Flandes, quien se gana la vida como sicario en el Madrid del siglo XVII. La primera aparición de Quevedo se da en el primer título de la saga, El capitán Alatriste (1996), donde es representado como un hombre ingenioso, apasionado y excelente espadachín, maestro en las armas y las letras, quien regularmente debe hacer uso de la herreruza (espada) para zanjar los constantes conflictos en los que se involucra, ya sea por los desafortunados versos que dedica a numerosas personas (incluidas personalidades de renombre), como por aquellos relacionados con su amigo Alatriste.
En términos narrativos, Francisco de Quevedo representa en la obra el contrapunto alegre y desinhibido a la personalidad reservada y tosca de Alatriste, aportando a la lectura del texto momentos frescos y de un humor elegante e imaginativo, aunque también cumple el rol de factor determinante en muchos de los sucesos de la obra, especialmente en el segundo volumen de la saga Limpieza de sangre (1997). Cabe destacar que en la obra como en sus numerosos epílogos, aparecen algunas obras (mayoritariamente sonetos) que son «atribuidos» a este personaje, entre los que destaca aquel que «Alaba la virtud militar, en la persona del capitán Alatriste». Este poema, que Quevedo habría dedicado a Alatriste, narra de manera alegórica la vida y carácter del personaje, loando su valentía y temple.
En la música
En la música, el cantante Francisco 'Paco' Ibáñez musicalizó cuatro poemas suyos: las letrillas satírica "Poderoso caballero Don Dinero", "Es amarga la verdad" y el cómico romance que "Pinta a un doctor en medicina que se quería casar".